# Угорська телеграфна агенція

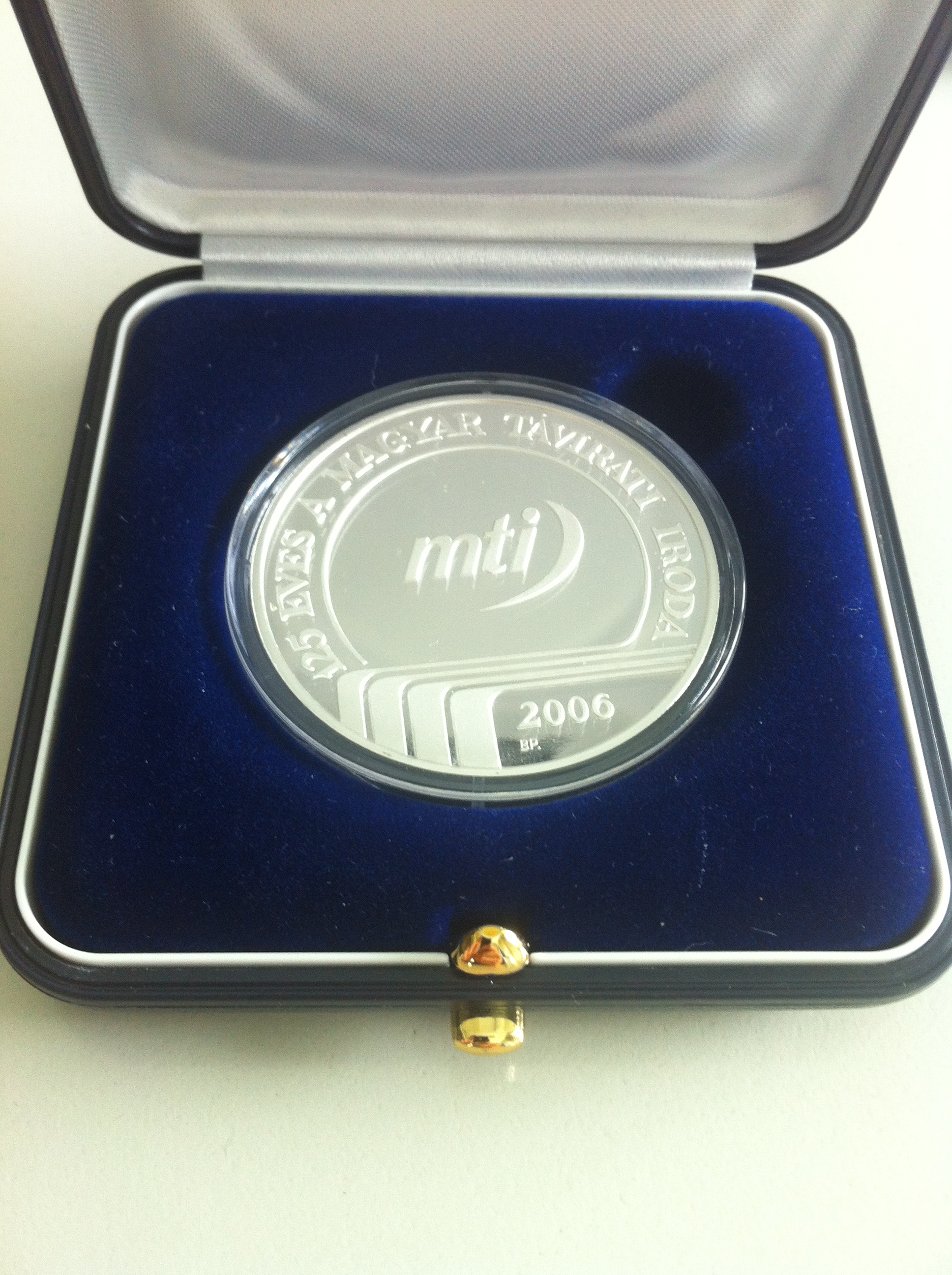
Пам'ятна медаль, видана до 125-ї річниці заснування УТА

Угорська телеграфна агенція (УТА) (Magyar Távirati Iroda, MTI — буквально «Угорський телеграфічний офіс») — угорська інформаційна агенція. Одна з найдавніших інформаційних агенцій у світі, була заснована 1880 року.
Власником MTI було MTI Rt., засноване парламентом. Члени Консультативного органу власників обиралися Національною Асамблеєю Угорщини на чотири роки. Була лідером ринку, а деякі джерела вважали її «збалансованим та надійним джерелом».
Згідно з доповіддю ЮНЕСКО, вона стикалася з конкуренцією як незалежних, так і спеціалізованих інформаційних агентств (наприклад, Англомовних он-лайн новинних сайтів, включаючи Будапештський бізнес-журнал, Будапештське сонце, вебсайти різних теле- і радіостанцій), а також вітчизняних угорських служб новин, створених Reuters та AFP .
1 липня 2015 року Угорська телеграфна агенція, а також три інші громадські медіа-організації, якими керувала MTVA, були об'єднані в єдину організацію під назвою Duna Media Service (угор. Duna Médiaszolgáltató). Ця організація є правонаступником Угорської телеграфної агенції.